# NGC 4561
NGC 4561 (другие обозначения — IC 3569, IRAS12336+1935, UGC 7768, KCPG 346A, MCG 3-32-76, KUG 1233+195, ZWG 99.98, VV 571, PGC 42020) — спиральная галактика с перемычкой в созвездии Волосы Вероники.
Этот объект входит в число перечисленных в оригинальной редакции «Нового общего каталога».
Галактика на имеет балджа. В её ядре присутствует рентгеновский источник со светимостью не менее 5⋅1039 эрг/с в диапазоне 0,3—8 кэВ, открытый с помощью наблюдений на космическом рентгеновском телескопе «Чандра». Показано, что источник является активным галактическим ядром, «двигателем» которого служит сверхмассивная чёрная дыра массой более 20 000 M⊙. Активные галактические ядра редко встречаются в безбалджевых галактиках.